# Mustasalo (ö i Norra Savolax, Varkaus)
Mustasalo är en ö i Finland. Den ligger i sjön Suvasvesi och i kommunen Leppävirta i den ekonomiska regionen  Varkaus ekonomiska region  och landskapet Norra Savolax, i den centrala delen av landet, 300 km nordost om huvudstaden Helsingfors. Öns area är 69,9 hektar och dess största längd är 1,8 kilometer i nord-sydlig riktning.